# Aaron Sperske
Aaron Sperske (n. 19??) es un baterista estadounidense conocido por ser miembro de varias bandas como Beachwood Sparks, Father John Misty, Lilys, The Miracle Workers, Ariel Pink's Haunted Graffiti y The Pernice Brothers. Asimismo, fue el encargado de tocar la batería en la canción de Elliott Smith "Coast to Coast" incluida en el álbum "The From a Basement on the Hill".
Se casó formalmente con la fotógrafa Autumn de Wilde. Algunas imágenes de su boda pueden verse en el vídeo musical By Your Side de Beachwood Sparks.